# Ватикано-украинские отношения
Украинско-ватиканские отношения — двусторонние дипломатические отношения между Украиной и Святым Престолом.

## Отношения в 1919—1921 годах
Дипломатические отношения между Святым Престолом и Украинской Народной Республикой были установлены в 1919 году (в 1919 году при Святом Престоле открыта чрезвычайная дипломатическая миссия УНР, а в 1920 году Папой Римским назначен Апостольский визитатор на Украине), однако официального признания УНР с последующим установлением дипломатических отношений на уровне послов не произошло (Святой Престол ожидал признания Украины одним из «первых государств»). Несмотря на это, Святой Престол официально поддерживал право Украины на самоопределение и оказал поддержку УНР на Парижской мирной конференции. Кроме того, Папа Бенедикт XV передал 100 000 лир в фонд помощи населению Украины, а Конгрегация по делам восточных церквей — 50 000 лир для грекокатолических священников Галичины. Официальные дипломатические контакты были прекращены в 1921 году: 1 ноября 1921 года от исполнения дипломатических обязанностей был освобождён отец Бонн, а в декабре 1921 года был отозван Апостольский визитатор отец Дженокки.
Главы чрезвычайной дипломатической миссии Украины при Святом Престоле:
- граф Михаил Тышкевич. Назначен 15 февраля 1919 года, верительные грамоты переданы Папе Римскому Бенедикту XV 25 мая 1919 года[2][3];
- отец Франц Ксаверий Бонн. Назначен в августе 1919 года[2][3].

Апостольские визитаторы на Украине:
- отец Джованни Дженокки. Назначен 13 февраля 1920 года[2][3].

Официальные ноты:
- Со стороны УНР:
  - Официальный протест против интернирования грекокатолического духовенства на Галичине от 29 мая 1919 года[3];
  - Мемориал-протест против антиукраинской пропаганды польского духовенства от 3 июня 1919 года[3];
  - Официальный протест против жестокости польских военных властей в отношении «украинского клира и русинской Церкви» от 11 июня 1919 года[3];
  - Официальный протест против действий армии генерала Галлера на Галичине и бесправных арестов грекокатолических священников от 18 июля 1919 года[3];
  - Меморандум про основание теологического факультета и католических школ на Украине от 18 июля 1919 года[3];
  - Меморандум про «украинское дело и польские преследования украинцев-католиков» от 20 марта 1920 года[3].
- Со стороны Святого Престола:
  - Письмо государственного секретаря Святого Престола Пьетро Гаспарри к главе директории УНР Симону Петлюре о получении верительных грамот от 16 июня 1919 года[3].

## Современные отношения
Независимость Украины от СССР была признана Святым Престолом в январе 1992 года. Дипломатические отношения между ними были установлены 8 февраля того же года. Первым официальным контактом на высшем уровне стал визит Министра иностранных дел Украины Анатолия Зленко в Ватикан в 1993 году. В 2001 году Папа Римский Иоанн Павел II впервые посетил Украину.
Чрезвычайные и Полномочные послы Украины при Святом Престоле:
- Нина Ковальская, по совместительству Чрезвычайный и Полномочный посол Украины в Швейцарии и Лихтенштейне. Назначена в 1998 году;
- Григорий Хоружный. Назначен в 2004 году;
- Татьяна Ижевская, по совместительству Чрезвычайный и Полномочный посол Украины при Мальтийском ордене. Назначена в 2006 году.

Апостольские нунции на Украине:
- архиепископ Антонио Франко. Назначен в 1992 году;
- архиепископ Никола Этерович. Назначен в 1999 году;
- архиепископ Иван Юркович. Назначен в 2004 году;
- архиепископ Томас Галликсон. Назначен в 2011 году;
- архиепископ Клаудио Гуджеротти. Назначен в 2015 году.

По сообщению Reuters, 24 августа 2022 года посол Украины в Ватикане Андрей Юраш раскритиковал Папу Франциска за то, что он назвал Дарью Дугину, погибшую в результате взрыва автомобиля под Москвой, невинной жертвой войны. Дипломат назвал слова понтифика «разочаровывающими». Агентство отметило, что для послов в Ватикане публичная критика папы является крайне необычной.